# Trujillo (Hondures)
Trujillo és una ciutat i municipi a la costa nord del Carib, capital del departament hondureny de Colón, amb una població estimada de 20.780 habitants (2020).
La ciutat està situada en un penya-segat amb vistes a la badia de Trujillo. Darrere de la ciutat s'alcen dues muntanyes destacades, el mont Capiro i el mont Calentura. Al llarg de la platja es troben tres pobles de pescadors garifunes: Santa Fe, San Antonio i Guadalupe.
Trujillo ha rebut molta atenció com a lloc potencial d'una proposta de projecte de ciutat charter d'Hondures, segons una idea originalment defensada per l'economista nord-americà Paul Romer. Sovint coneguda com a Hong Kong a Hondures, i defensada, entre d'altres, pel president hondureny Porfirio Lobo Sosa, nascut a Trujillo, el projecte també ha estat rebut amb escepticisme i controvèrsia, especialment pel seu suposat menyspreu per la cultura garífuna local.

## Història
Per ordre d'Hernán Cortés, per tal de protegir les costes, la ciutat va ser fundada per Francisco de las Casas el 18 de maig de 1524. Es va aixecar amb una muralla circumdant. El port va esdevenir un punt important de la regió i fou atacat repetidament per pirates.
Durant el període espanyol, Trujillo va ser la capital d'Hondures. Quan Hondures es va independitzar el 1821, va perdre la seva condició de capital davant Comayagua.